# 자라 (기업)
자라(스페인어: Zara)는 스페인에 본고장을 둔 패스트 패션 브랜드이다. 영어식으로 자라라고 읽기도 한다. 세계 최대 규모의 종합 패션·의류 기업인 인디텍스의 대표 브랜드이다. 1975년 라코루냐에 첫 자라 매장을 열었으며, 1990년대 이후 트렌드를 재빠르게 반영하여 제조에서 유통을 일원화한 패스트 패션의 열풍과 함께 급성장하여 여러 나라에 매장수를 크게 늘려 세계 최대 규모의 의류 브랜드 중 하나가 되었다.
자라 매장은 대개 각 도시의 번화가에 고급스러운 외관으로 개설되어 있으나, 고급 의류 보다는 중저가 의류를 주로 취급한다. 2009년 말 기준으로 전 세계에 1608개의 매장이 있었으며, 대한민국에도 2008년 서울 명동과 강남에 매장을 개설한 이래 전국 주요 도시를 중심으로 32개의 매장이 있다.

## 역사
Inditex의 설립자인 Amancio Ortega는 1975년 인근 Arteixo에 있는 공장 근처의 La Coruña에 자라 매장을 개설하여 여성 의류, 남성 의류 및 아동복을 판매했다. 먼저 Ortega는 가게의 이름을 1962년 고전 영화 Zorba el Griego를 본 후에 Zorba라고 지었지만,  Zorba라고 불리던 신발 가게가 있었고 결국 Zara라고 등록했다. 1985년 Inditex 그룹이 창설되어 공급 업체 및 외부 직원과 함께 모든 회사 활동을 통합했다. 1988년 Zara는 스페인 외 국가 최초의 포르투갈 (Oporto) 도시에 최초의 국제 매장을 오픈했다. 그는 1990년에 미국과 프랑스에 입국했다. Zara의 확장 전략은 매장을 개설할 도시를 신중하게 선택하는 것이었다. 1990년대 멕시코 (1992), 그리스, 벨기에 및 스웨덴 (1993), 베네수엘라 (1998), 러시아, 말레이시아 및 아일랜드로 확장했으며 이후 필리핀, 코스타리카 및 인도네시아 (2005), 한국 (2008), 인도 (2010), 남아프리카 공화국 및 호주 (2011), 니카라과 및 파라과이 (2003년), 중국, 모로코, 에스토니아, 헝가리 및 루마니아 (2016년)까지 확장하였다.  2005년부터 Inditex의 CEO인 Pablo Isla는 2011년부터 회사의 사장으로 재직하면서 국제화 전략 및 새로운 매장 (물리적 시설 또는 온라인 판매 플랫폼)을 계속 이어 나가고 있다. 
2024년 3월 기준 전세계 자라 (Zara) 매장은 213개국에서 5,692개에 달한다. 2023년 글로벌 패션 상장기업의 매출실적으로 인디텍스가 359억 유로로 3위를 차지했다. 

## 같이 보기
- 갭 (기업)
- H&M
- 캘빈 클라인
- 타미 힐피거